# Dicranella lagunaria
Dicranella lagunaria är en bladmossart som beskrevs av Brotherus 1901. Dicranella lagunaria ingår i släktet jordmossor, och familjen Dicranaceae. Inga underarter finns listade i Catalogue of Life.